# Justine Nahimana
Justine Nahimana (sinh ngày 6 tháng 8 năm 1979) là một vận động viên người Burundi chuyên chạy đường dài.
Ở tuổi 16, Nahimana là thí sinh nữ duy nhất của Burundi thi đấu tại Thế vận hội Mùa hè 1996 ở Atlanta khi cô bước vào 10000 mét, cô đã hoàn thành sức nóng của mình ở vị trí thứ 18 nên không đủ điều kiện cho trận chung kết. Năm 1997, cô đã tham dự Giải vô địch thế giới năm 1997 về điền kinh ở Athens, nơi cô trở lại lần thứ 18 trong sức nóng của mình trong 5000 mét và không thể lọt vào trận chung kết.